# Port Washington (New York)
Port Washington is een gehucht (hamlet) in de Amerikaanse staat New York, en valt bestuurlijk gezien onder het county Nassau op Long Island.

## Geografie
Port Washington ligt op een schiereiland van Long Island in de Long Island Sound.